# Coptomma lineatum
Coptomma lineatum là một loài bọ cánh cứng trong họ Cerambycidae.